# Cuchillo cerámico

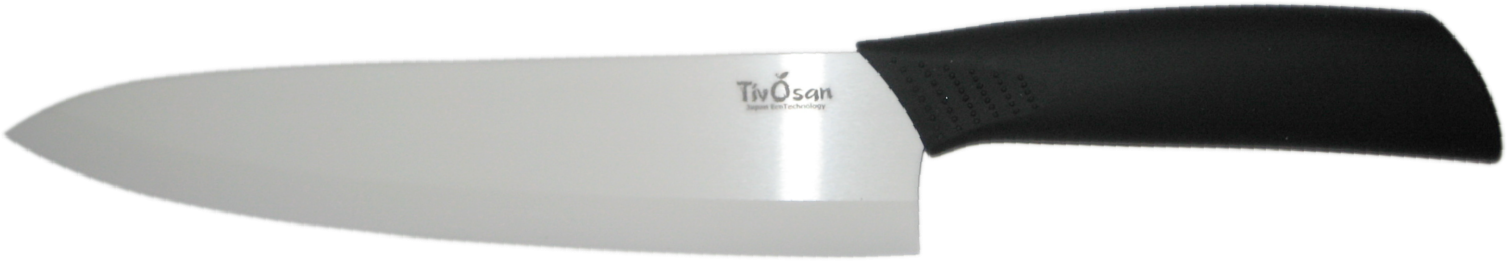

El cuchillo de cerámica o cerámico es un tipo de cuchillo cuya hoja, en vez de ser de acero, es de un material cerámico (a menudo elaborado con dióxido de zirconio). Este tipo de cuchillos mantiene su filo durante mucho más tiempo que los de hoja de acero inoxidable. Por esta razón se suele decir que no necesitan ser afilados. Pero tienen como característica negativa que son extremadamente frágiles y se rompen cuando se caen. Estos cuchillos no son 100 % de cerámica ya que poseen suficiente metal para ser detectados por un detector de metales, debido a que así se dificulta su uso como arma oculta.
Los cuchillos de cerámica fueron desarrollados por primera vez por la compañía japonesa Kyocera en década de 1980.

## Características
Los cuchillos de dióxido de zirconio son muy duros, como la cerámica, llegando a 8.5 en la escala de Mohs, mientras que los de acero pueden rondar los 6.
Los cuchillos cerámicos son no porosos, lo cual les atribuye la propiedad de poder cortar diferentes alimentos sin transferir el sabor de unos a otros.